# Pays-Bas aux Jeux olympiques de 1908
Les Pays-Bas participent aux Jeux olympiques d'été de 1908 à Londres au Royaume-Uni. 113 athlètes néerlandais ont participé à 45 compétitions dans onze sports. Ils y ont obtenu deux médailles de bronze.

## Médailles
| Médaille | Discipline | Épreuve             | Athlète | Performance                                                  |
| -------- | ---------- | ------------------- | --- | ------------------------------------------------------------ |
| Bronze   | Aviron     | Quatre sans barreur | Hermannus Höfte Albertus Wielsma Johan Burk Bernardus Croon |                                                              |
| Bronze   | Football   |                     | Sélectionneur : Edgar Chadwick Joueurs: Reinier Beeuwkes Frans de Bruijn Kops Karel Heijting Jan Kok Bok de Korver Emil Mundt Lou Otten Jops Reeman Edu Snethlage Ed Sol Jan Thomée Caius Welcker Jan van den Berg Lo La Chapelle Vic Gonsalves John Heijning Toine van Renterghem | Perd 4-0 en demi-finale Gagne 2-0 en match pour la 3e place. |

## Engagés par sport

### Aviron
- Hermannus Höfte, Albertus Wielsma, Johan Burk, Bernardus Croon

### Tir
- Rudolph van Pallandt